# Alexei Mateevici

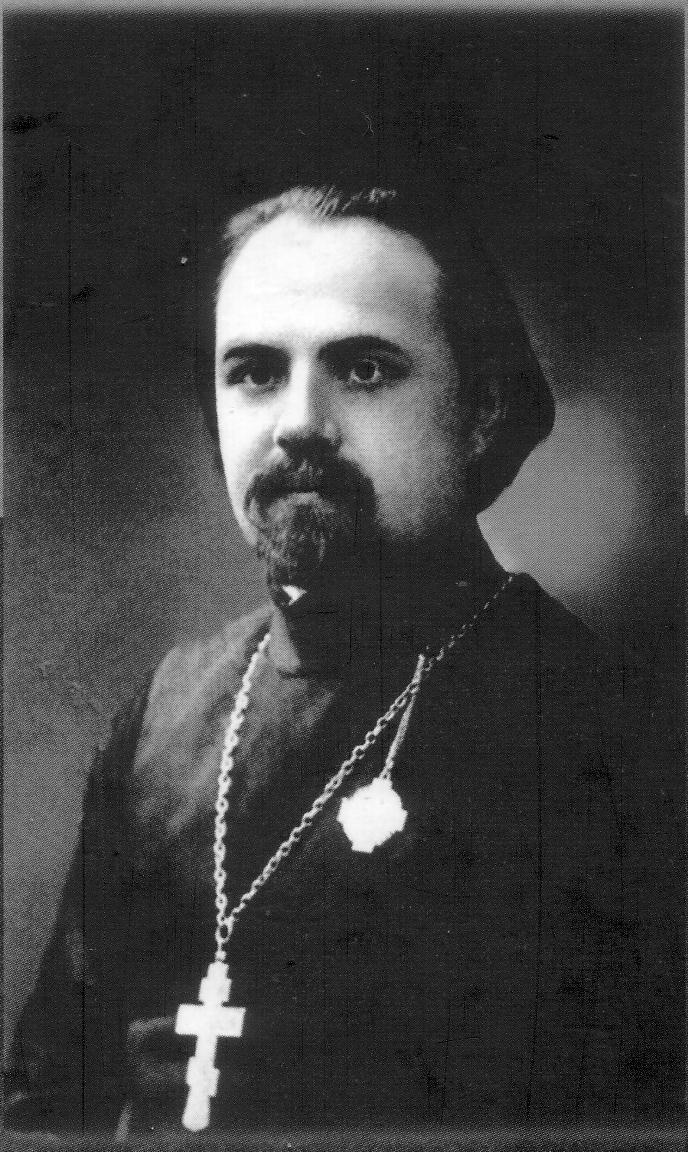

Alexei Mateevici (* 27. März 1888 in Căinari; † 24. August 1917 in Chișinău) war ein rumänischer orthodoxer Theologe und Dichter aus Bessarabien.

## Leben
Mateevici wurde am 27. März 1888 in Căinari als Sohn eines orthodoxen Priesters und der Tochter eines Erzpriesters geboren. 1893 zogen seine Eltern in das Dorf Zaim, wo Matteevici die Grundschule besuchte. 1897 schrieben ihn seine Eltern an der theologischen Schule in Chișinău ein, die er 1902 abschloss. Anschließend studierte er von 1902 bis 1910 am theologischen Seminar. 1907 veröffentlichte er seine ersten Gedichte in der Zeitung Basarabia. Ab 1910 studierte er an der theologischen Akademie in Kiew und schloss sein Studium dort 1914 ab. Danach kehrte er nach Chișinău zurück und wurde Lehrer für die griechische Sprache an der theologischen Schule. 1917 entstanden weitere Gedichte; am 17. Juli 1917 schrieb Mateevici den Text von Limba Noastră, die seit 1994 die Nationalhymne Moldawiens ist.
Einen Monat später starb Mateevici jedoch in einem Krankenhaus in Chișinău an einem epidemischen Typhus. Er wurde auf dem Zentralfriedhof in Chișinău beigesetzt.
Zu Zeiten der Perestroika bestand der Alexei-Mateevici-Kulturclub, der sich für den Schutz der moldauischen Kunst- und Kulturgüter einsetzte und eng mit der Unabhängigkeitsbewegung zusammenarbeitete.